# Pete Johnson (écrivain)
 (novembre 2017).
Si vous disposez d'ouvrages ou d'articles de référence ou si vous connaissez des sites web de qualité traitant du thème abordé ici, merci de compléter l'article en donnant les références utiles à sa vérifiabilité et en les liant à la section « Notes et références ».
Pour les articles homonymes, voir Johnson et Pete Johnson.
Pete Johnson (né le 29 avril 1965) est un écrivain britannique.
Il est l'auteur de plusieurs livres pour la jeunesse et a été récompensé à de nombreuses reprises. Il a également été critique de cinéma à la radio, ce qui lui a permis de rencontrer beaucoup d'acteurs et de réalisateurs. Son ouvrage préféré, lorsqu'il, était enfant était le roman de Dodie Smith, Les 101 Dalmatiens. Il a d'ailleurs eu l'idée d'écrire à celle-ci, qui a été la première à l'encourager à créer et écrire ses propres histoires.